# تپه عیدگاه

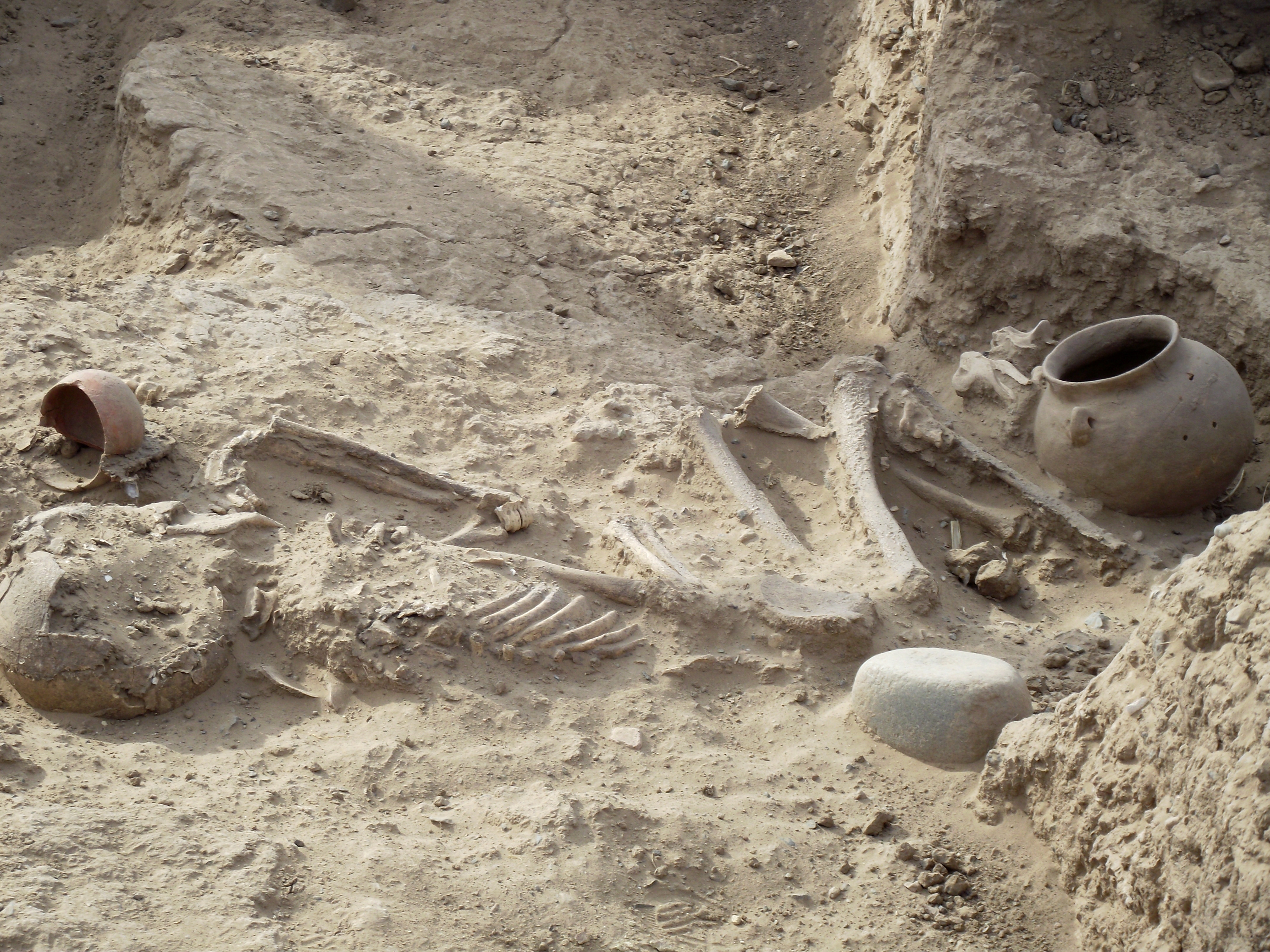
اسکلت مکشوفه در تپه عیدگاه

تپه عیدگاه (تپه دامغانی) مربوط به هزاره چهارم و هزاره اول پیش از میلاد است و در سبزوار، ابتدای ورودی به داخل شهر واقع شده و این اثر در تاریخ ۲۸ فروردین ۱۳۸۰ با شمارهٔ ثبت ۳۷۴۹ به‌عنوان یکی از آثار ملی ایران به ثبت رسیده است.